# Ортолани, Риц
Риц Ортолани (итал. Riz Ortolani; 25 марта 1926, Пезаро — 23 января 2014) — итальянский композитор.

## Биография
Ортолани в 12 лет был зачислен своим отцом в консерваторию Джоаккино Россини в своем родном городе, где он изучал композицию и флейту. После окончания учёбы, в 19 лет, он стал играть в оркестре Пезаро в качестве первой флейты. В 22 года он устроился пианистом в бальном зале Рима и, впоследствии, присоединился к RAI как организатор радио-оркестров. В начале 1950-х он основал джаз-бэнд, а в 1954 году он провёл свою первую трансляцию в качестве дирижера радиопрограммы Magic Eye.
Между 1955 и 1960 годами он жил в основном за границей, работая дирижером в престижных танцевальных клубах, в том числе в Сиро в Голливуде; в 1956 году он женился на певице Катине Раньери. Брак был записан в Италии только восемь лет спустя. Вскоре у пары родилась дочь Риция Ортолани. В 1962 году Риц, совместно с Нино Оливьеро, написал музыку к итальянскому документальному фильму «Собачий мир», песня «More» из этого фильма в 1964 году была номинирована на «Оскар», в категории «Лучшая песня к фильму» и получила «Грэмми» как лучшая инструментальная тема. Мелодия получила большое призвание, и в течение нескольких лет она была записана в более чем трехсот версиях. Успех музыки из «Собачьего мира» позволил Ортолани стать композитором в фильмах «The 7th Dawn» (1964), «The Yellow Rolls-Royce» (1964), «The Glory Guys» (1965), «The Spy with a Cold Nose» (1966) и в довольно известном фильме «O Cangaceiro» (1970).
Вскоре Ортолани основал оркестр легкой музыки, носивший его имя, и вместе с ним путешествовал по миру, исполняя свою собственную музыку и произведения других композиторов. Риц являлся одним из немногих итальянских композиторов, выпускавших отдельные произведения, а также целые альбомы, по прямому поручению некоторых из наиболее важных мировых рекорд-лейблов.
В общей сложности Ортолани написал более 200 саундтреков к фильмам.
В 1967 году он сочинил музыку для телевизионной драмы La fiera della vanità («Ярмарка тщеславия»). В 2004 году в рамках премии Пиппо Барзицца ему была присвоена награда как аранжировщику и композитору. В 2007 году написал свою первую пьесу «Принц молодежи», премьера которой состоялась 4 сентября в театре «Ла Фениче» в Венеции. Его музыка использовалась для фильмов «Убить Билла: Фильм 1» в 2003 году, «Убить Билла: Фильм 2» в 2004 году, «Бесславные ублюдки» в 2009 году, «Драйв» в 2011 году и «Джанго освобождённый» в 2012 году.
Риц Ортолани умер в Риме 23 января 2014 года в возрасте 87 лет.

## Избранная фильмография
- 1962 — «Собачий мир»
- 1962 — «Обгон»
- 1963 — «Женщина в мире»
- 1964 — «Замок крови»
- 1964 — «Седьмой рассвет»
- 1966 — «Прощай, Африка»
- 1966 — «Шпион с холодным носом»
- 1967 — «Семь раз женщина»
- 1967 — «Дни ярости»
- 1968 — «Битва за Анцио»
- 1968 — «Битва за Рим»
- 1968 — «Бандиты в Милане»
- 1968 — «Самый крупный куш»
- 1968 — «Доброго вечера, миссис Кэмпбелл»
- 1971 — «Признание комиссара полиции прокурору республики»
- 1971 — «Прощай, дядя Том»
- 1972 — «Бумаги Валачи»
- 1972 — «Этруски убивают ещё»
- 1972 — «Муки невинных»
- 1972 — «Брат Солнце, сестра Луна»
- 1973 — «Тереза — воровка»
- 1973 — «Жестокое лицо Нью-Йорка»
- 1973 — «Как можно быть таким ублюдком, инспектор Клифф?»
- 1973 — «День ярости»
- 1977 — «Я боюсь»
- 1979 — «Дикие постели»
- 1980 — «Дом на краю парка»
- 1980 — «Ад каннибалов»
- 1981 — «Призрак любви»
- 1982 — «Девушка из Триеста»
- 1983 — «Зедер — голоса с того света»
- 1984 — «Воины-2072»
- 1984 — «Спрут» (1-я часть)
- 1984 — «Воин пустынь»
- 1984 — «Порядочный скандал»
- 1985 — «Миранда»
- 1986 — «Дело Назаретянина»
- 1987 — «Любовь и страсть»
- 1990 — «Тёмное солнце»
- 1990 — «Паприка»
- 1990 — «Невеста насилия»
- 1992 — «Ангел с ружьём»
- 1994 — «Нефертити»
- 1994 — «Подглядывающий»
- 1995 — «Почта Тинто Брасса»
- 2003 — «Убить Билла. Фильм 1» (использована композиция «I Giorni Dell’Ira»)
- 2004 — «Убить Билла. Фильм 2» (использована композиция «I Giorni Dell’Ira»)
- 2009 — «Бесславные ублюдки»
- 2012 — «Джанго освобождённый» (использована композиция «I Giorni Dell’Ira»)